# 22120 Gaylefarrar
22120 Gaylefarrar este un asteroid din centura principală de asteroizi.

## Descriere
22120 Gaylefarrar este un asteroid din centura principală de asteroizi. A fost descoperit pe 24 septembrie 2000 la Socorro, New Mexico, în cadrul proiectului LINEAR. Asteroidul prezintă o orbită caracterizată de o semiaxă mare de 2,30 ua, o excentricitate de 0,18 și o înclinație de 4,2° în raport cu ecliptica.